# Рудня (Пореченская волость)
Рудня — деревня в Великолукском районе Псковской области России. Входит в состав сельского поселения «Пореченская волость».
Расположена на юге волости, на восточном побережье Урицкого озера (на протоке, соединяющимся с озером Снежье), в 49 км к югу от райцентра Великие Луки и в 20 км к юго-востоку от волостного центра Поречье.

## Население
Численность населения деревни по состоянию на 2000 год составляла 2 жителя, на 2010 год — 2 жителя.

## История
До 2005 года деревня входила в состав ныне упразднённой Урицкой волости.